# Robert le diable
Robert le diable (deutsch: Robert der Teufel) ist eine Oper in fünf Akten. Die Musik komponierte Giacomo Meyerbeer. Es war sein erster Beitrag zum Genre der Grand opéra. Das Libretto wurde von Eugène Scribe und Germain Delavigne verfasst. Die Uraufführung fand am 21. November 1831 an der Pariser Oper statt. Sie begründete den Ruhm des Komponisten in Frankreich sowie in weiten Teilen Europas.

## Handlung
Die Handlung basiert auf einer sagenhaften Figur, die oft mit Robert, dem Vater Wilhelms des Eroberers, gleichgesetzt wird. An der Seine unterhalb von Rouen ist die Burg Robert Le Diable als Ruine erhalten.
Die Herzogin der Normandie hatte sich einst mit dem Teufel persönlich eingelassen. Als Folge dieser Liaison bekam sie ihren Sohn Robert. Weil dieser von seinem Vater zahlreiche böse Eigenschaften geerbt hat, wird er des Landes verwiesen und sucht nun auf Sizilien sein Glück. Hier lernt er Isabelle, die Tochter des sizilianischen Königs, kennen. Für ihn ist es Liebe auf den ersten Blick. Sein ihm unbekannter Vater spürt ihn dort auf und will ihn für seine dunklen Machenschaften einspannen. Dabei muss er aber feststellen, dass sein Einfluss noch nicht so weit reicht. Um seine Gunst zu gewinnen, schmeichelt er sich bei ihm ein. Er nennt sich jetzt Bertram und gibt sich als väterlicher Freund aus. Zunächst scheint sein Plan auch aufzugehen. Wo auch immer Robert hingeht und was auch immer er tut, Bertram lässt ihn nicht aus den Augen.
War früher Robert das Glück immer hold, muss er nun feststellen, dass er neuerdings von Pech verfolgt wird. Als er beispielsweise mit Soldaten Karten spielt, verliert er nicht nur seine Waffen, sondern auch seine gesamten Ersparnisse. Hoffnung keimt auf, als er fühlt, dass ihm die von ihm so verehrte Prinzessin gewogen ist. Sie gibt ihm ein neues Schwert und möchte, dass er an dem Turnier teilnimmt, das gerade vorbereitet wird. Der Sieger des Turniers solle sie zur Gattin bekommen.
Als Robert zum Turnierplatz kommt, hat der Wettkampf bereits begonnen, und Nachzügler sind nicht zugelassen. Zerknirscht muss er mit ansehen, wie Isabelle von einem anderen abgeführt wird. Es ist der Prinz von Granada, ein Vertrauter Bertrams.
Wieder einmal gibt sich Bertram als Roberts väterlicher Freund aus. Er führt seinen Schützling zum Friedhof eines verfallenen Klosters und rät ihm, von dem Baum auf dem Grab der heiligen Rosalie einen Zweig zu brechen. Dann entfalte sich Wunderkraft, und Isabelle kehre zu ihm zurück. Plötzlich öffnen sich alle Gräber. Die toten Nonnen steigen heraus, beginnen zu tanzen und verwandeln sich in junge begehrenswerte Mädchen. Als Robert das Zweiglein zu sich nimmt, werden aus den schönen Mädchen hässliche alte Weiber mit fürchterlichen Fratzen. Das Nonnenballett endet damit, dass sich alle vorherigen Nonnen ins Nichts auflösen.
Bertram weiß, dass ihm nur noch wenig Zeit verbleibt, um Robert für die Hölle zu gewinnen. Wenn es ihm bis Mitternacht nicht gelungen ist, wird ihm Robert für immer verloren sein. Gemeinsam betreten die beiden eine Kirche. Jetzt offenbart Bertram Robert, dass er in Wirklichkeit sein Vater sei. Doch der Versuch, Robert zu bewegen, einen Schwur auf seinen Vater zu leisten, ist zum Scheitern verurteilt. Die Glocken des Kirchturms schlagen zur Mitternacht. Der Fußboden öffnet sich, und Bertram kehrt allein zur Hölle zurück.
Am Ende der Oper werden Isabelle und Robert ein Paar.

## Gestaltung

### Instrumentation
Nach der kritischen Ausgabe von Wolfgang Kühnhold und Peter Kaiser ist in der Oper folgende Orchesterbesetzung vorgesehen:
- Holzbläser: zwei Piccoloflöten, zwei Flöten, zwei Oboen (2. auch Englischhorn), zwei Klarinetten, vier Fagotte
- Blechbläser: vier Hörner, zwei Trompeten, zwei Klappentrompeten, drei Posaunen, Ophikleide
- vier Pauken; Schlagwerk (Große Trommel, Becken, Tamtam, Triangel)
- Glocke in H
- zwei Harfen
- Streicher

Bühnenmusik:
Piccoloflöte, vier Hörner, zwei Trompeten, zwei Klappentrompeten, drei Posaunen, Bassposaune, Ophikleide, Becken, Triangel, Rührtrommel, Tamtam, zwei Harfen, Orgel, Donnermaschine

### Nonnenballett

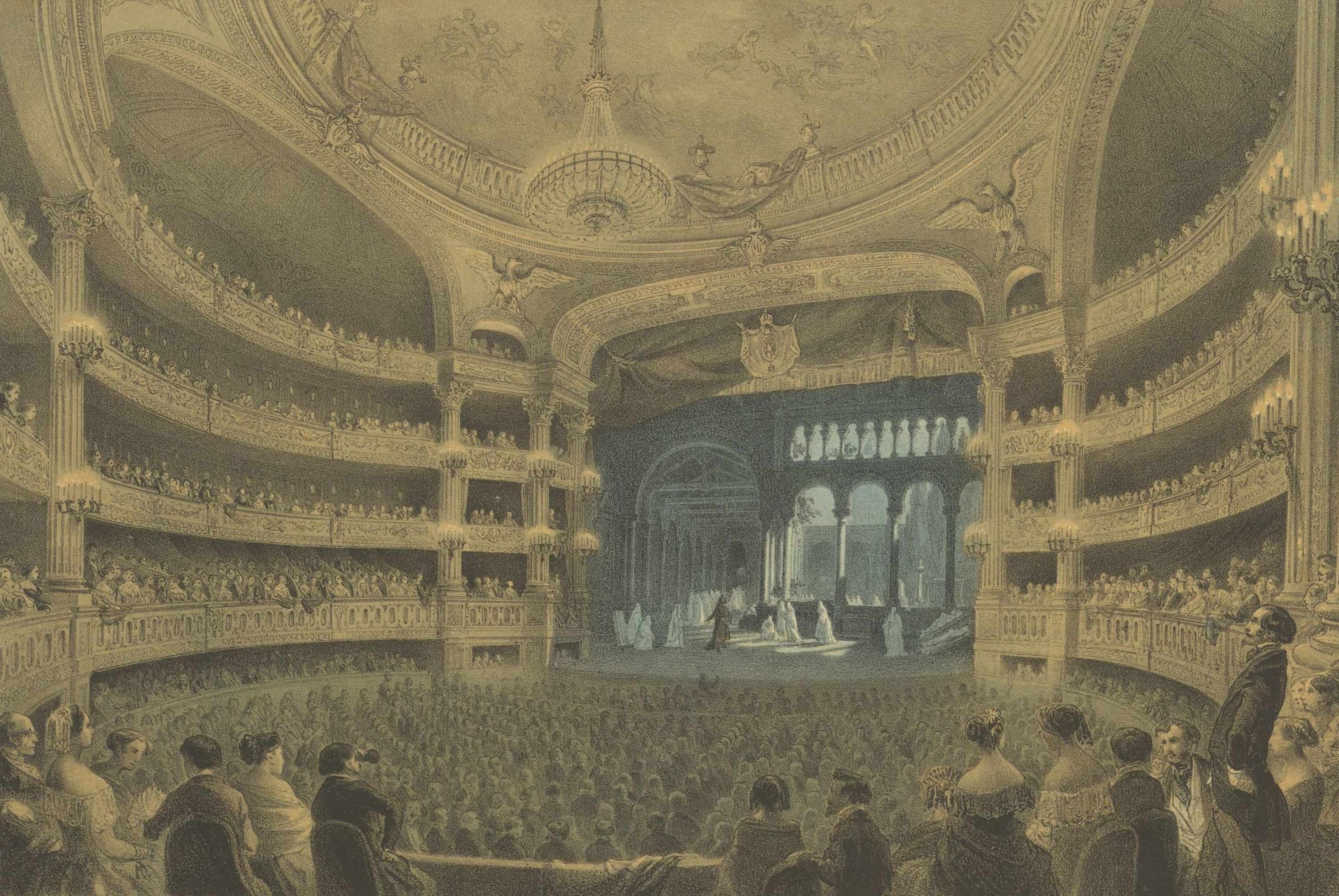
Das Nonnenballett in einer Aufführung der Pariser Opéra (Salle Le Peletier) 1831

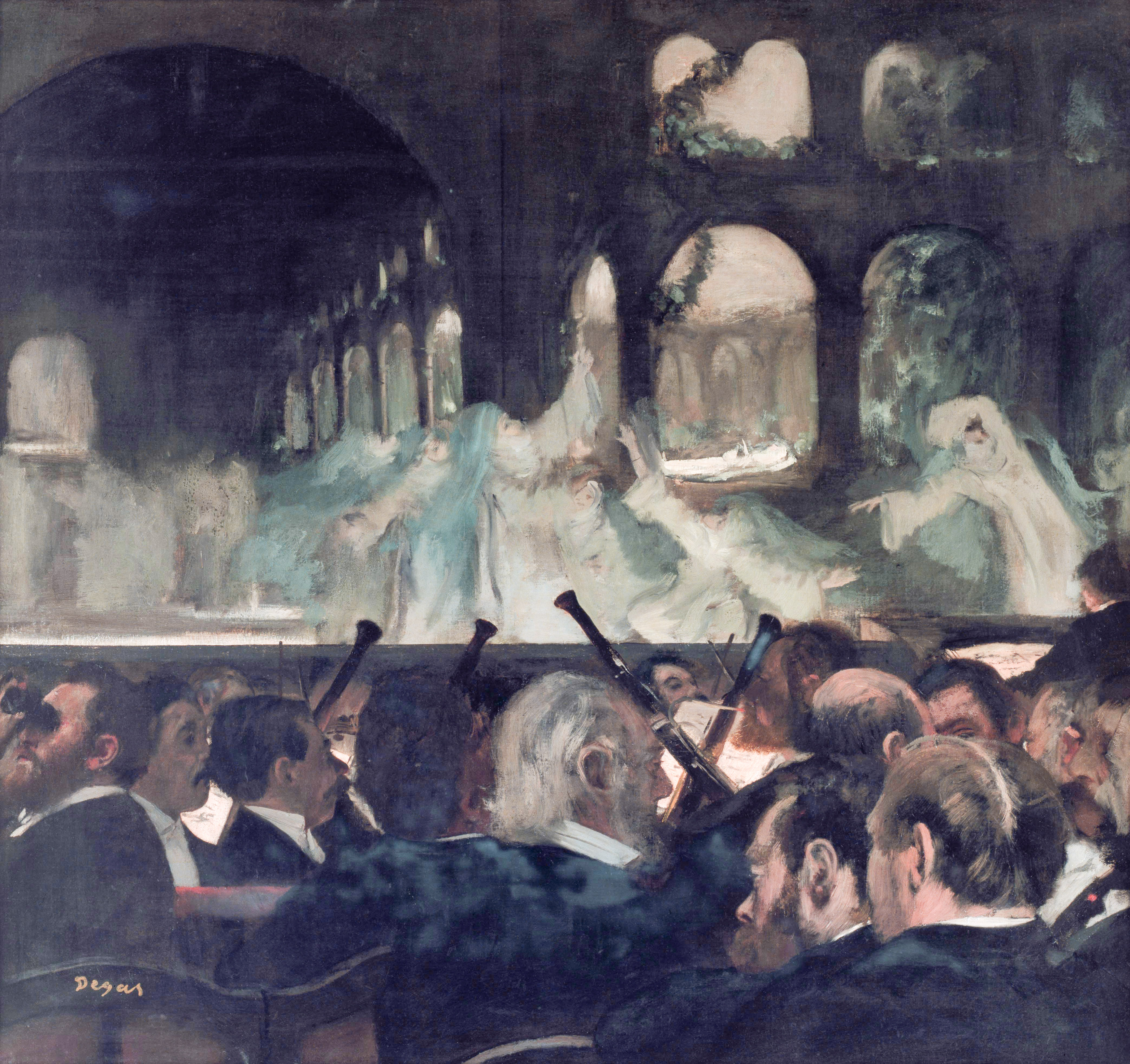
Das Nonnenballett, Gemälde von Edgar Degas 1876

Der Choreograph Filippo Taglioni schuf für diese Oper sein berühmtes Nonnenballett mit seiner Tochter Marie Taglioni als Solistin. Es gilt als erstes Ballett, das ganz auf Spitze getanzt wurde. Der Spitzentanz war noch eine akrobatische Attraktion und wurde lediglich von der Solistin aufgeführt, noch nicht vom Corps de ballet. Die Kostüme und die Theaterbeleuchtung in der Pariser Oper mit dem neuerdings gasbetriebenen Rampenlicht machten die Ballettnummer zu einer Sensation und zum Wegbereiter des von der Oper losgelösten klassischen Balletts.

## Werkgeschichte
Die Uraufführung am 21. November 1831 an der Pariser Oper dirigierte François-Antoine Habeneck. Die Regie stammte von Adolphe Nourrit und Louis-Désiré Véron, die Choreographie von Filippo Taglioni, und die Bühne von Charles-Edmond Duponchel und Pierre-Luc-Charles Cicéri. Es sangen Adolphe Nourrit (Robert), Nicolas-Prosper Levasseur (Bertram), Marcelin-Léger Lafont (Raimbaud), Alexandre-Aimé Prévost (Priester), Pierre-Auguste „Alexis“ Dupont (Zeremonienmeister), Jean-Étienne-August Eugène Massol (Waffenherold), Jean-Pierre Hurteau (Alberti), Laure Cinti-Damoreau (Isabelle) und Julie Dorus-Gras (Alice). Die Rolle der Äbtissin Héléna tanzte Marie Taglioni.

Kostümbilder der Uraufführungsproduktion, Zeichnungen von Louis Maleuvre
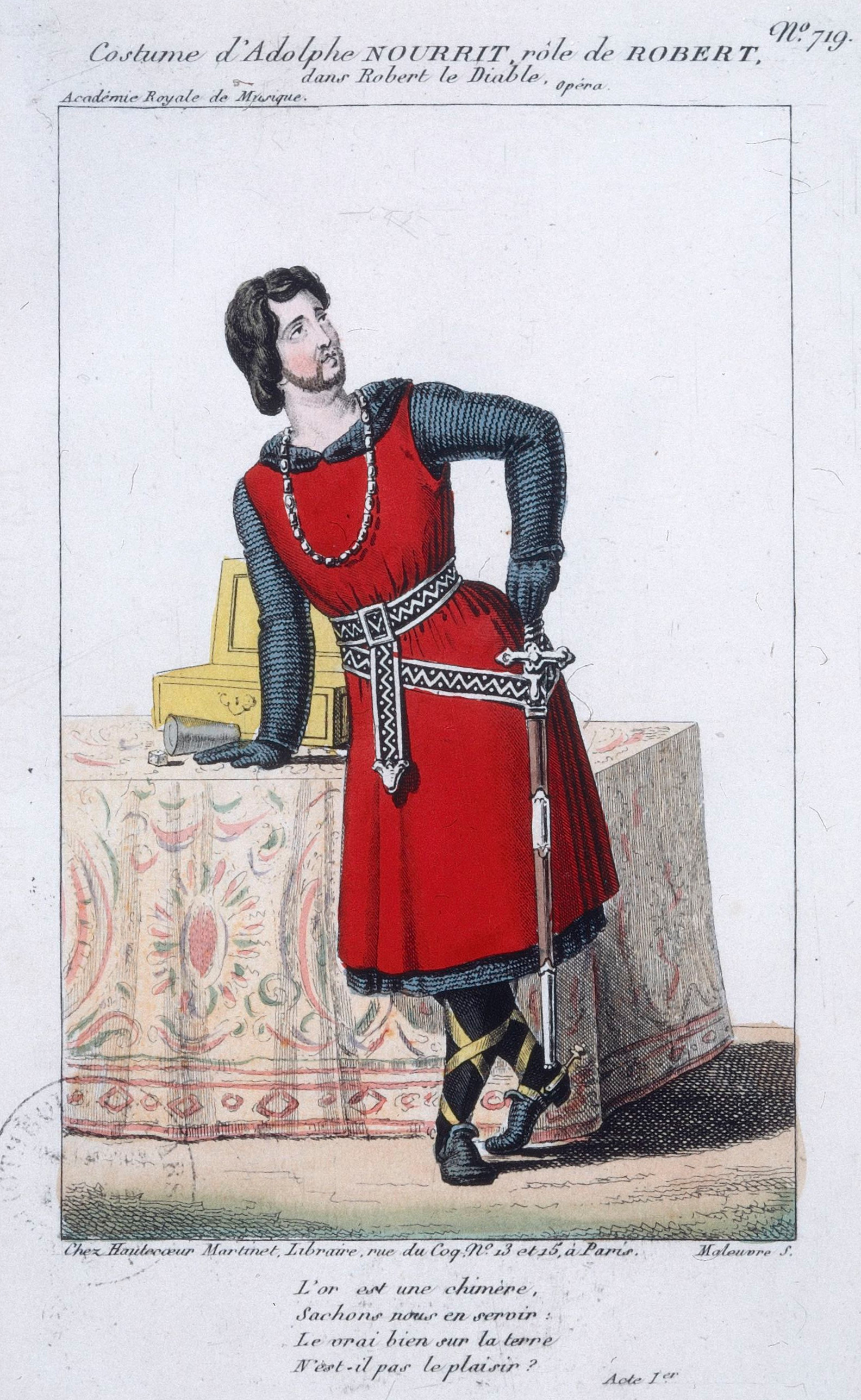
Nourrit (Robert, 1. Akt)
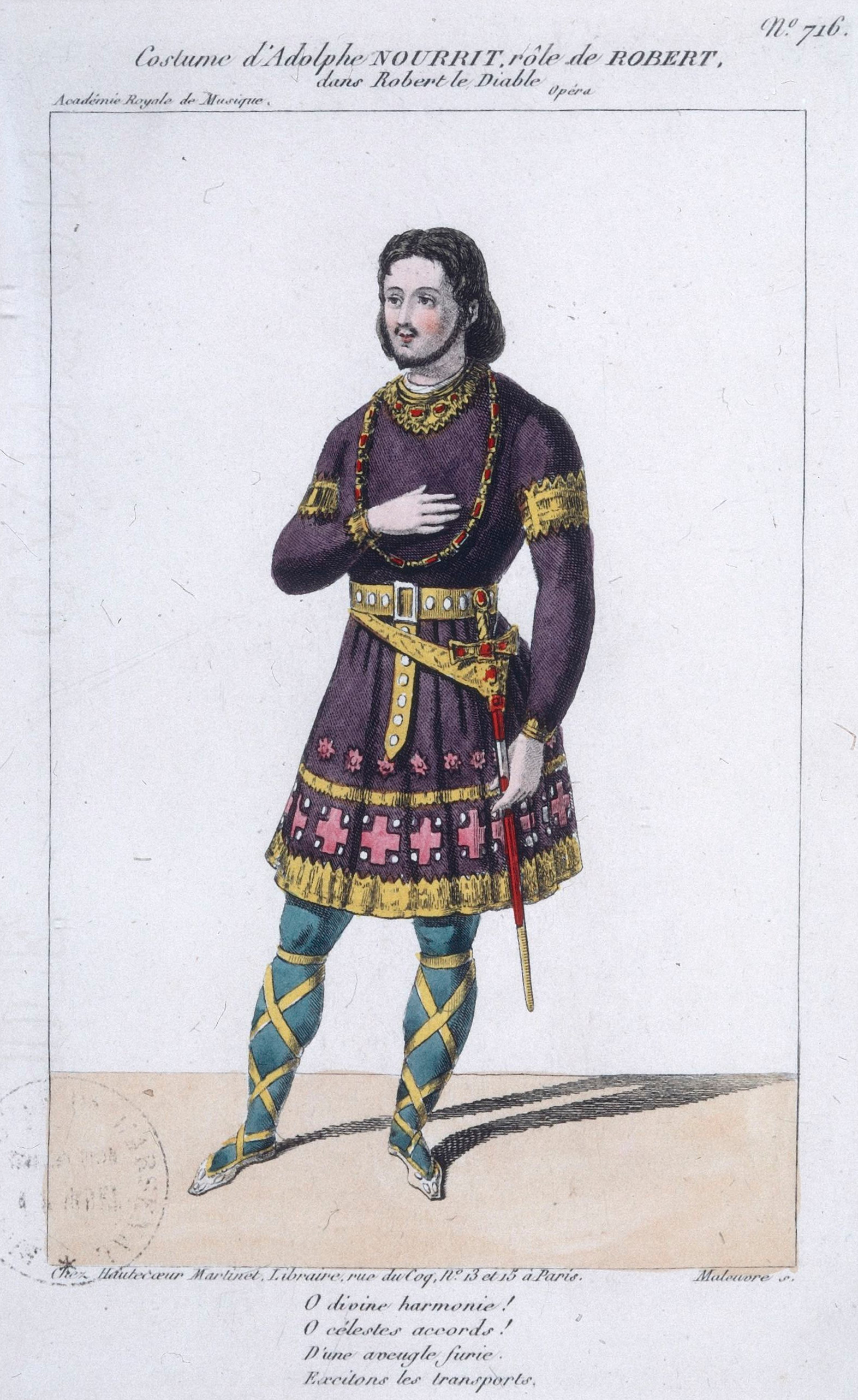
Nourrit (Robert, 5. Akt)
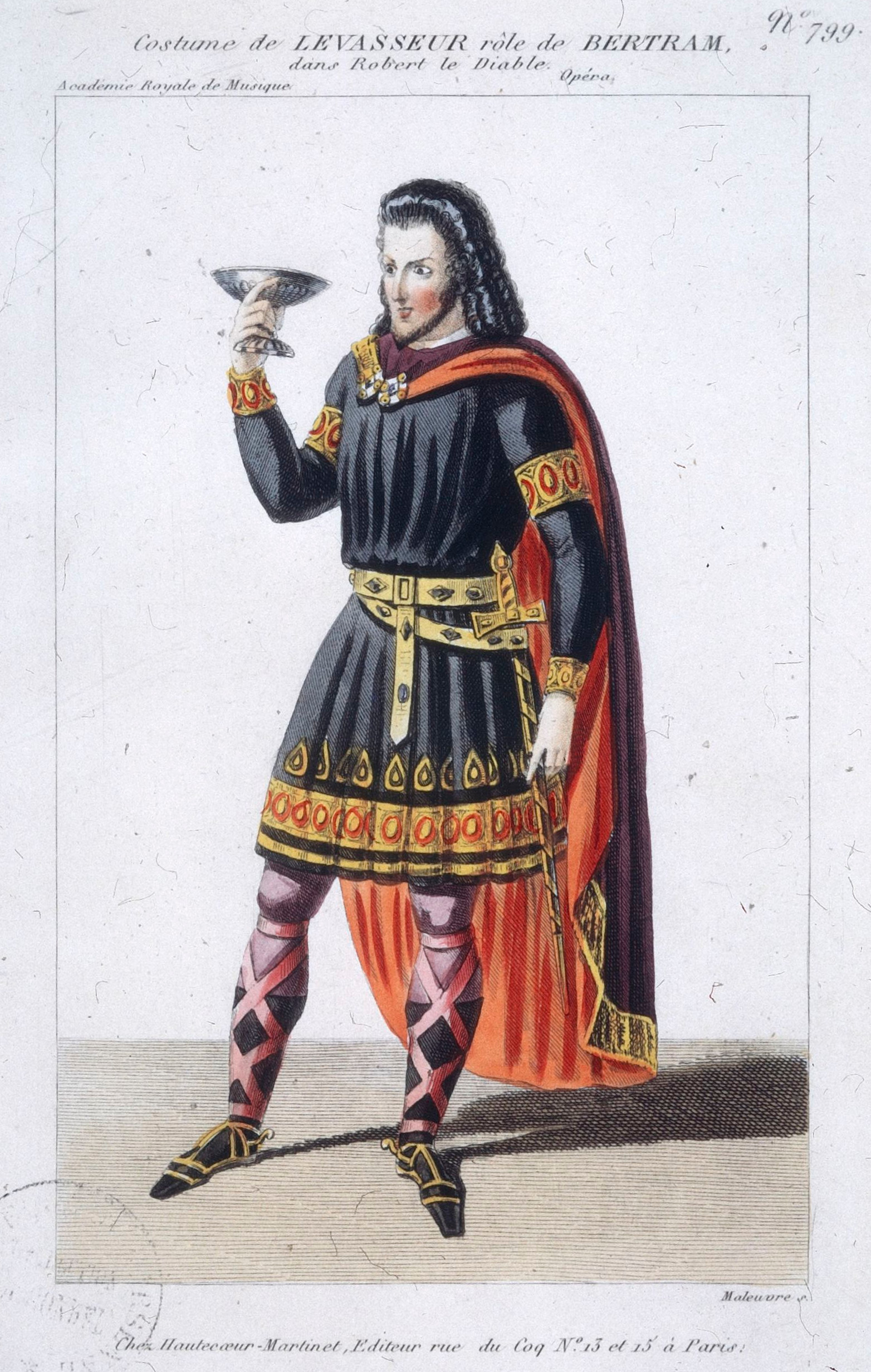
Levasseur (Bertram)
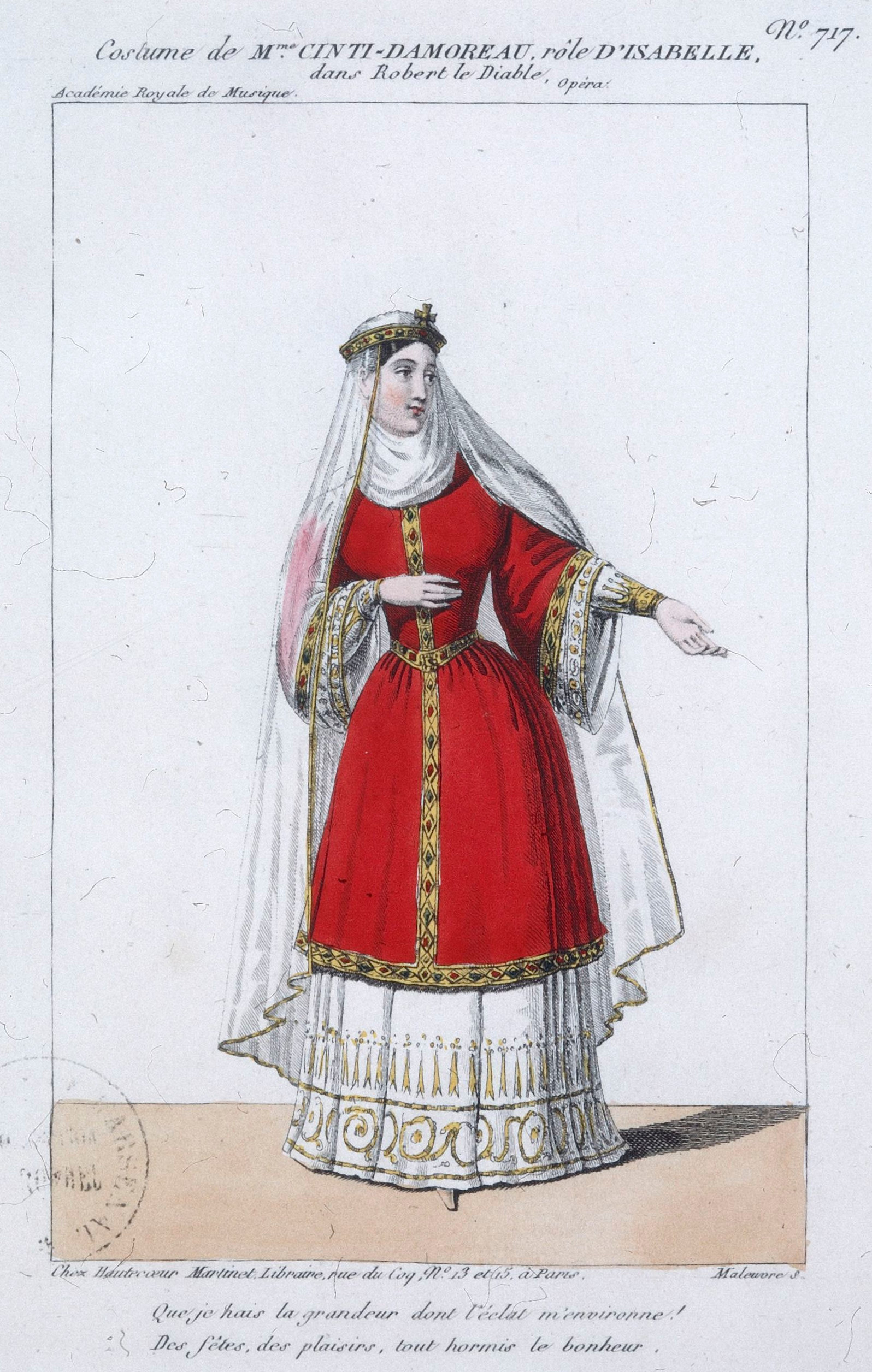
Cinti-Damoreau (Isabelle)
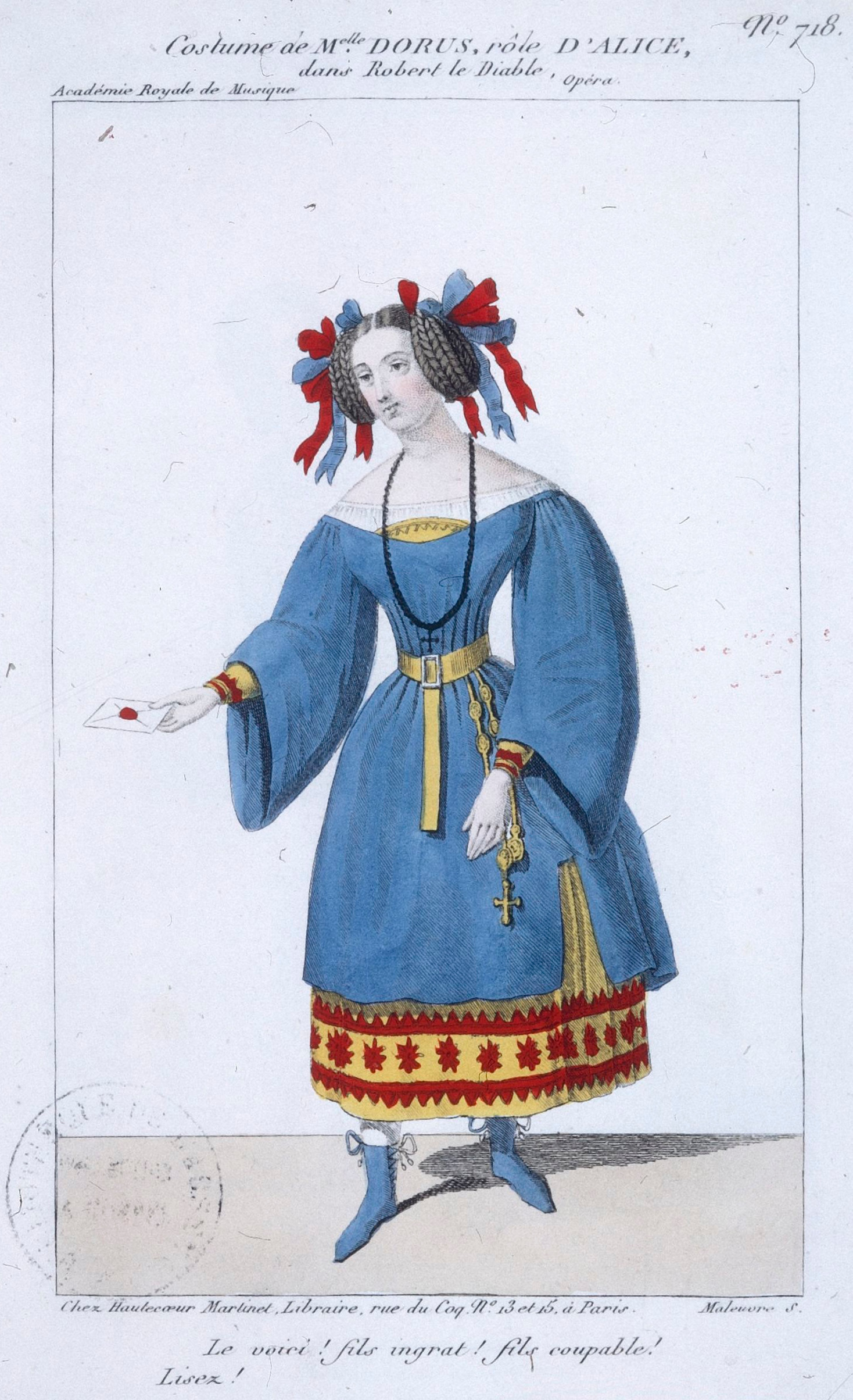
Dorus-Gras (Alice)

In den ersten vier Jahren nach der Uraufführung wurde Robert le diable an 77 Theatern in zehn Ländern produziert; bis 1893 wurde die Oper 754-mal an der Pariser Oper aufgeführt. Damit ist Robert le diable eine der erfolgreichsten Opern des 19. Jahrhunderts.

### Parodien
Schon im Jahr der Uraufführung 1831 wurden erste Parodien auf den Pariser Bühnen aufgeführt. In den folgenden Jahren entwickelte sich ein breites Repertoire solcher Vaudevilles und weiterer Genres, die musikalische und literarische Elemente der Oper aufgriffen. Der Wiener Theaterschriftsteller und Schauspieler Johann Nestroy verfasste 1833 eine Parodie mit dem Titel Robert der Teuxel.

### Aufführungen in jüngerer Zeit
- 1968 Florenz: Giorgio Merighi, Boris Christow, Renata Scotto, Stefania Malagù. Nino Sanzogno. Stark gekürzte Fassung in italienischer Sprache.
- 1985 Paris: Alain Vanzo / Rockwell Blake, Samuel Ramey, June Anderson, Michèle Lagrange. Thomas Fulton.
- 1988 New York: Chris Merritt, Samuel Ramey, Marilyn Mims, Frances Ginsberg. Eve Queler. Konzertante Fassung.
- 2000 Prag: José Medina, Oleg Korotkov, Ludmila Vernerova, Eva Garajova. Vincent Monteil. Stark gekürzte Fassung.
- 2000 Berlin: Jianyi Zhang, Kwangchoul Youn, Nelly Miricioiu, Marina Mescheriakova / Brigitte Hahn. Marc Minkowski. Vollständigste Aufführung nach neuer Edition.
- 2000 Martina Franca: Warren Mok, Giorgio Surjan, Patrizia Ciofi, Annalisa Raspagliosi. Renato Palumbo.
- 2011 Erfurt: Erik Fenton, Vazgen Ghazaryan, Claudia Sorokina, Ilia Papandreou. Samuel Bächli.
- 2012 Salerno: Bryan Hymel, Alastair Miles, Patrizia Ciofi, Carmen Giannattasio. Daniel Oren. Konzertante Aufführung.
- 2012 London: Bryan Hymel, John Relyea, Jennifer Rowley, Marina Poplavskaya, Jean-François Borras. Daniel Oren.[6]
- 2019 Brüssel: Dmitry Korchak, Nicolas Courjal, Lisette Oropesa, Yolanda Auyanet, Julian Dran. Evelino Pidò. Konzertante Aufführung.
- 2021 Bordeaux: John Osborn, Nicolas Courjal, Erin Morley, Amina Edris, Nico Darmanin. Marc Minkowski. Konzertante Aufführung.